# Tudela (Navarra)
Tudela, baszkul: Tutera, település Spanyolországban, Navarra autonóm közösségben.  Lakosainak száma 38 685 fő (2024).

## Fekvése
Tudela Ablitas, Cascante, Murchante, Tarazona, Fitero, Cintruénigo, Corella, Castejón, Valtierra, Arguedas, Bardenas Reales, Cabanillas és Fontellas községekkel határos.

## Népesség
A település népessége az elmúlt években az alábbi módon változott:
| Lakosok száma | 28 998 | 31 659 | 32 760 | 34 717 | 35 358 | 35 062 | 35 298 | 36 258 | 37 247 | 38 685 |
|               | 2001   | 2004   | 2007   | 2009   | 2012   | 2014   | 2017   | 2019   | 2022   | 2024   |

## Látnivalók
- Székesegyház

## Híres személyek

### Tudelában hunytak el
- I. Eleonóra navarrai királynő (1479)

### Tudelában eltemetettek
- I. Blanka navarrai királynő[2]
- I. Eleonóra navarrai királynő[3]

### Tudelában megkoronázottak
- I. Eleonóra navarrai királynő (1479)[4]